# Дихромат пиридиния
Дихромат пиридиния — соль пиридина и хромовой кислоты, мягкий селективный окислитель, широко применяемый в органическом синтезе, преимущественно для окисления первичных и вторичных спиртов. Данный реагент был предложен Кори и Шмидтом в 1979 году. Потенциальный канцероген.

## Получение
Дихромат пиридиния получают добавлением пиридина к охлаждённому раствору оксида хрома(VI) в воде при −30 °С. Получаемый раствор разбавляют ацетоном при −20 °С, после чего выпадают оранжевые кристаллы продукта.

## Физические свойства
Дихромат пиридиния растворяется в диметилформамиде, диметилсульфоксиде, ацетонитриле; труднорастворим в дихлорметане, хлороформе, ацетоне; нерастворим в гексане, этилацетате, диэтиловом эфире.

## Применение в органическом синтезе
Дихромат пиридиния широко используется в органическом синтезе для окисления первичных и вторичных спиртов. Дихромат пиридиния имеет менее кислый характер, чем хлорхромат пиридиния и реагент Коллинза. Сообщается также, что дихромат пиридиния более эффективен как окислитель по сравнению с реагентом Коллинза, особенно для реакций большого масштаба. Он не затрагивает двойные связи в первичных и вторичных аллиловых спиртах. Переокисление до карбоновых кислот и изомеризация двойных связей не наблюдается. В тех же условиях насыщенные первичные спирты окисляются сразу до карбоновых кислот. Для таких превращений необходимо использовать 3,5 эквивалента дихромата пиридиния при комнатной температуре в течение 7-9 часов.
В то время как хлорхромат пиридиния в реакциях окисления специфических субстратов может вызывать катионные циклизации, дихромат пиридиния даёт обычный продукт окисления — альдегид. Дихромат пиридиния не взаимодействует с изолированным двойными и тройными связями.
Предпринимались попытки увеличить эффективность и скорость окисления спиртов. Было найдено, что добавка трифторацетата пиридиния, молекулярных сит и уксусной кислоты положительно сказываются на скорости реакции. Также в синтезе часто используется комбинации дихромата пиридиния с уксусным ангидридом и триметилсилилхлоридом.
Дихромат пиридиния участвует и в других реакциях окисления. В частности, он эффективен для окисления активированных метиленовых фрагментов, енольных эфиров и др.

## Хранение и использование
Сухой реагент может храниться в присутствии воздуха. Растворители, используемые в реакциях с его участием, должны быть безводными и свободными от восстановителей. Дихромат пиридиния является потенциальным канцерогеном. Работать с реагентом необходимо под тягой.